# Граф де Монтеррей

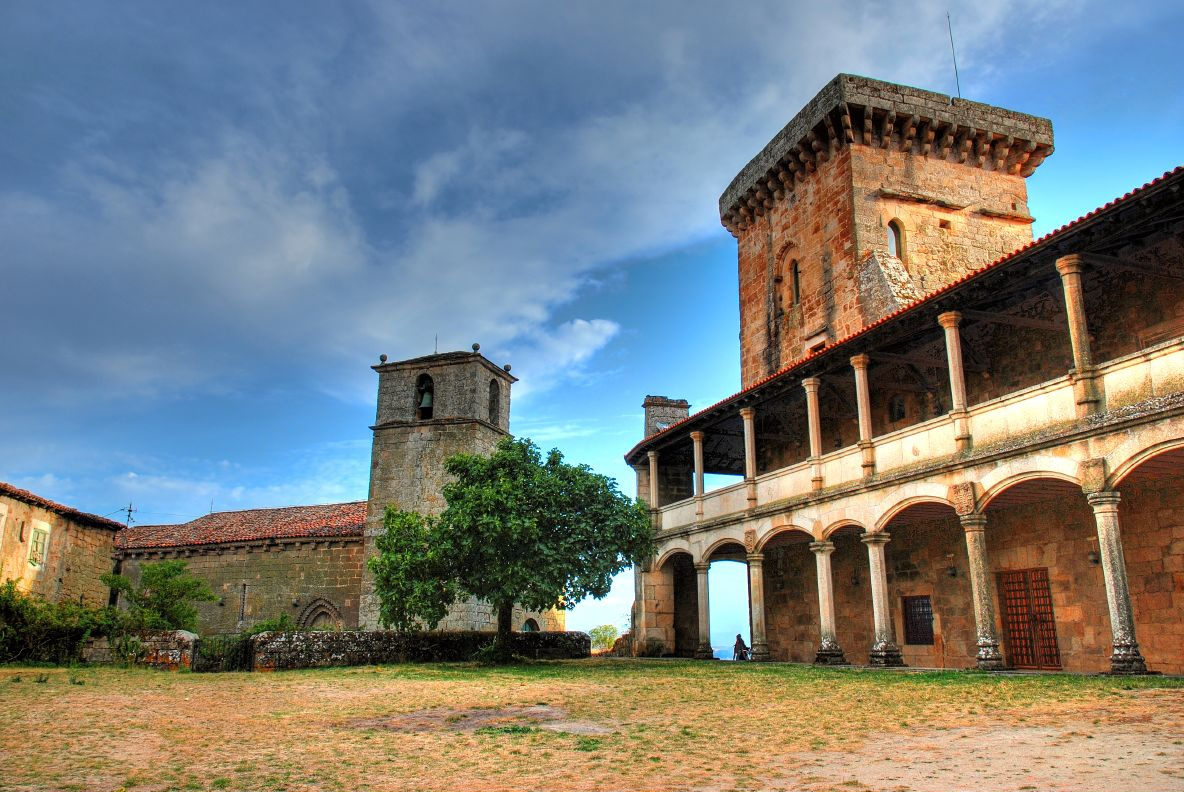
Замок Монтеррей

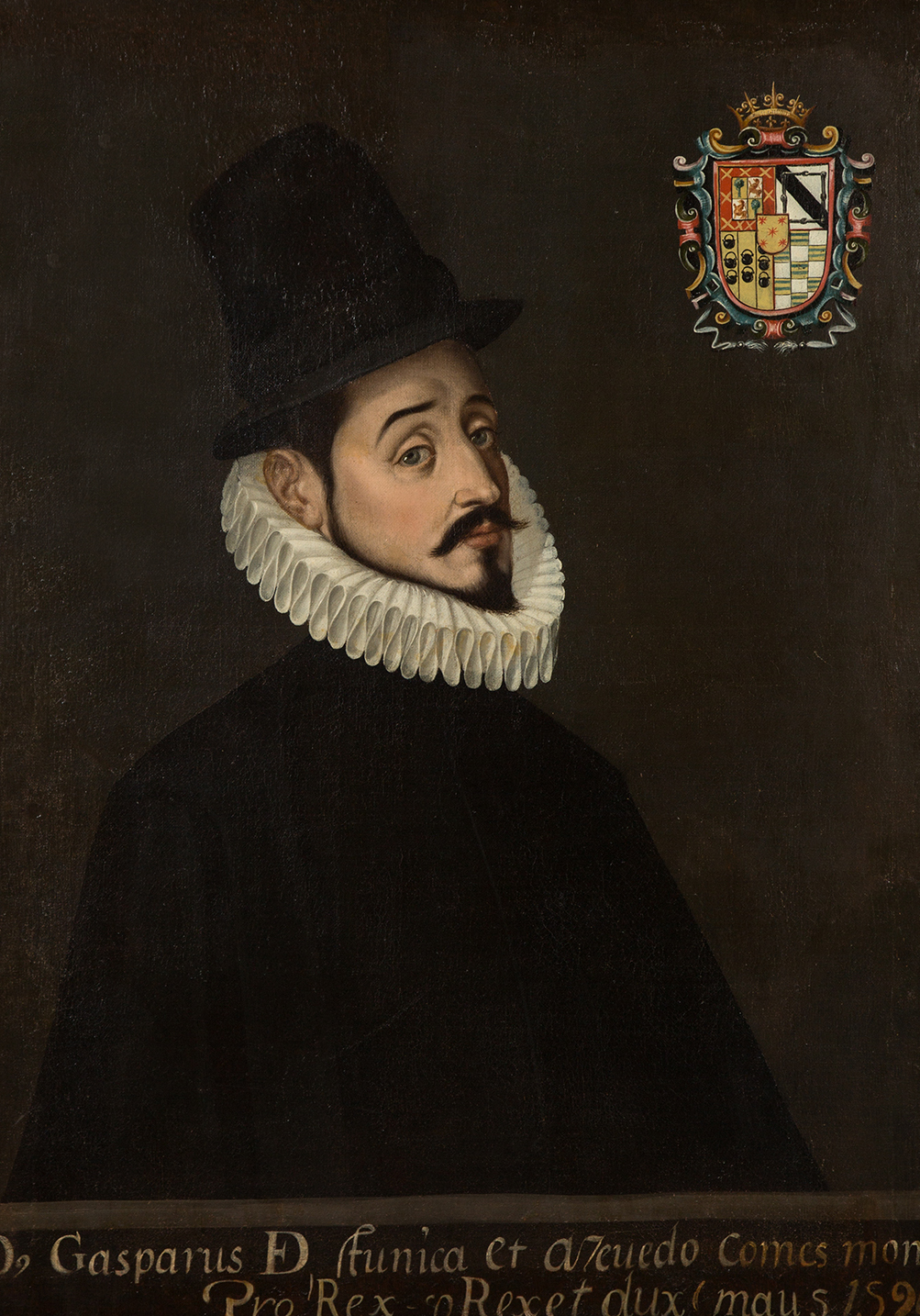
Гаспар де Суньига Асеведо и Веласко (1560—1606), 5-й граф де Монтеррей, вице-король Перу и Новой Испании

Герб муниципалитета Монтеррей, провинция Оренсе, автономное сообщество Галисия

Граф де Монтеррей — испанский дворянский титул. Он был создан королем Испании Фердинандом Католиком в 1513 году для Санчо Санчеса де Ульоа и Кастро, супруга Терезы Суньиги и Базан, 2-й виконтессы де Монтеррей и дочери Хуана де Суньиги, 2-го сеньора и 1-го виконта де Монтеррей, и Марии де Базан.
Название графского титула происходит от названия муниципалитета Монтеррей, провинция Оренсе, автономное сообщество Галисия. Также существуют замок Монтеррей и дворец Монтеррей в Саламанке, построенный 3-м графом.

## Графы де Монтеррей
- Санчо Санчес де Ульоа и Кастро (? — 1503), 1-й граф де Монтеррей. Сын Лопе Санчеса де Ульоа Сотомайора и Инес Кастро Лара и Гусман

1. Супруга — Тереза де Суньига и Вьедма, 2-я виконтесса де Монтеррей
2. Супруга — Исабель Манрике де Лара и Энрикес де Ривера

- Франсиска де Суньига и Ульоа (ок. 1475—1526), 2-я графиня де Монтеррей, дочь предыдущего

1. Супруг — Диего де Асеведо Фонсека и Ульоа, сеньор де Бабилафуэнте
2. Супруг — Фернандо де Андраде (1477—1542), 2-й граф де Вильяльба и 1-й граф де Андраде

- Алонсо де Суньига и Асеведо Фонсека (1500—1559), 3-й граф де Монтеррей, сын Франсиски де Суньиги и Санчес де Ульоа, 2-й графини де Монтеррей, и Диего де Асеведо и Фонсеки, сеньора де Bavilafuente

1. Супруга — Мария Пиментель де Мендоса, дочь Алонсо Пиментеля и Пачеко, 5-го графа и 2-го герцога де Бенавенте, и Инес де Мендосы и Суньиги.

- Херонимо де Асеведо и Суньига[исп.] (1522—1562), 4-й граф де Монтеррей, сын предыдущего и Марии Пиментель де Мендосы

1. Супруга — Инес де Веласко и Товар (? — 1608), дочь Хуана Санчо де Товара и Веласко, 1-го маркиза де Берланга, и Хуаны Энрикес де Риберы Портокарреро и Карденас

- Гаспар де Суньига Асеведо и Веласко (1560—1606), 5-й граф де Монтеррей, старший сын предыдущего и Инес де Веласко и Товар, сестры Иньиго Фернандеса де Веласко, 3-го констебля Кастилии и 2-го герцога де Фриас

1. Супруга — Инес де Веласко и Арагон, дочь Иньиго Фернандеса де Веласко, констебля Кастилии, и Анны де Гусман и Арагон

- Мануэль де Асеведо и Суньига (1586—1653), 6-й граф де Монтеррей. Третий сын предыдущего и Инес де Веласко и Арагон, дочери Иньиго Фернандеса де Веласко, 6-го графа де Аро, 4-го герцога де Фриаса, констебля Кастилии, и Анны Анхелы де Арагон и Гусман. Бездетен. Ему наследовала его двоюродная сестра:

1. Супруга — Леонор Мария де Гусман и Пиментель, дочь Энрике де Гусмана, 2-го графа де Оливареса, и Марии Пиментель де Фонсека и Суньига

- Исабель де Асеведо Суньига и Гусман, 7-я графиня де Монтеррей и 3-я графиня де Фуэнтес-де-Вальдеперо, 1-я маркиза де Тарасона, дочь Бальтасара де Суньиги и Веласко (1561—1622), командора-майора Леона в Ордене Сантьяго, президента Италии, дипломата короля Филиппа III, и Отилии де Clärhout и де Hones, баронессы де Малдегем во Фландрии, внучки 4-го графа де Монтеррей.

1. Супруг — Фернандо де Вальдес Осорио и Гусман, 3-й маркиз де Миральо и 2-й маркиз де Вальдункильо
2. Супруг — Фернандо де Фонсека Айяла и Ульоа, 3-й граф де Айяла. Исабель скончалась бездетной, ей наследовала её сестра:

- Инес Франсиска де Суньига и Фонсека (†1710), 8-я графиня де Монтеррей, 4-я графиня де Айяла и 4-я графиня де Фуэнтес-де-Вальдеперо, 2-я маркиза де Тарасона, грандесса Испании.

1. Супруг с 1657 года Хуан Доминго де Суньига и Фонсека (1640—1716), менин короля Филиппа IV, губернатор Испанских Нидерландов и вице-король Каталонии, кавалер Ордена Сантьяго и командор-майор Кастилии.

- Мария Тереза Альварес де Толедо и Аро[исп.] (1691—1755), 11-я герцогиня де Альба-де-Тормес, 9-я графиня де Монтеррей, дочь Франсиско Альвареса де Толедо и Сильвы, 10-го герцога де Альба, и Каталины Мендес де Аро и Гусман, 8-й маркизы дель-Карпио

1. Супруг с 1712 года Хосе Мануэль де Сильва и Толедо, 10-й граф де Гальве (1677—1728)

- Фернандо де Сильва и Альварес де Толедо (1714—1776), 10-й граф де Монтеррей и 12-й герцог де Альба, единственный сын Марии Терезы Альварес де Толедо и Аро, 11-й герцогини де Альба, и Хосе Мануэля де Сильвы и Аро, 10-го графа да Гальве. Единственный сын предыдущей и Мануэля Марии Хосе де Сильвы Мендосы и де ла Серды, 10-го графа де Гальве

1. Супруга — Анна Мария Альварес де Толедо и Португаль (1707—1729), дочь Висенте Педро Альвареса де Толедо и Португаля (1687—1729), 9-го графа де Оропеса (1707—1728).

- Мария дель Пилар Тереса Каэтана де Сильва и Альварес де Толедо (1762—1802), 11-я графиня де Монтеррей и 13-я герцогиня де Альба. Единственная дочь Франсиско де Паула де Сильва и Альварес де Толедо (1733—1770), 10-го герцога де Уэскара (1755—1770), и Марианны дел Пилар де Сильва-Базан и Сармьенто, внучка 10-го графа де Монтеррей

1. Супруг с 1775 года Хосе Альварес де Толедо Осорио, 15-й герцог де Медина-Сидония (1756—1796)

- Карлос Мигель Фитц-Джеймс Стюарт и Сильва (1794—1835), 12-й граф де Монтеррей, 14-й герцог де Альба. Младший (второй) сын гранда Хакобо Филипе Фитц-Джеймса Стюарта и Сильвы (1773—1794), 5-го герцога де Лириа-и-Херика и 5-го герцога Бервика (1787—1794), и Марии Терезы Фернандес и Палафокс (1772—1818).

1. Супруга с 1819 года Розалия Вентимилья ди Граммонте и Монкада (1798—1868), дочь Луиджи де Вентимилья, 2-го принца ди Граммонте, и Леонор де Монкады.

- Хакобо Фитц-Джеймс Стюарт и Вентимилья (1821—1881), 13-й граф де Монтеррей, 15-й герцог де Альба

1. Супруга с 1848 года Мария Франсиска Палафокс Портокарреро и Киркпатрик (1825—1860), 12-я герцогиня де Пеньяранда-де-Дуэро, дочь Киприано Палафокса и Портокарреро (1784—1839), графа де Теба и де Монтихо, и Марии Мануэлы Киркпатрик (1794—1879).

- Карлос Мария Фитц-Джеймс Стюарт и Палафокс (1849—1901), 14-й граф де Монттерей, 16-й герцог де Альба

1. Супруга с 1877 года Мария дель Росарио Фалько и Осорио (1854—1904), 322-я графиня де Сируэла, дочь Мануэля Паскуаля Луиса Карлоса Феликса Фортунато Фалько, 14-го маркиза де Альмонасира, и Марии дель Пилар, 3-й герцогини де Фернан-Нуньес.

- Хакобо Фитц-Джеймс Стюарт и Фалько (1878—1953), 15-й граф де Монтеррей, 17-й герцог де Альба

1. Супруга с 1920 года Мария дель Росарио де Сильва и Гуртубай (1900—1934), дочери Альфонсо де Сильвы и Фернандеса де Кордовы (1877—1955), 16-го герцога де Альяга, и Марии дель Росарио Гуртубай (1879—1948).

- Мария дель Росарио Каэтана Фитц-Джеймс Стюарт и Сильва (1926—2014), 16-я графиня де Монтеррей, 18-я герцогиня де Альба.

1. Супруг с 1947 года Луис Мартинес де Ирухо и Артаскос (1919—1972)
2. Супруг с 1978 года Хесус Агирре и Ортис де Сапате (1934—2001)
3. Супруг с 2011 года Альфонсо Диес Карабантес (род. 1950)

- Карлос Фитц-Джеймс Стюарт и Мартинес де Ирухо (род. 1948), 17-й граф де Монтеррей, 19-й герцог де Альба. Старший сын Каэтаны Фитц-Джеймс Стюарт и Сильвы, 18-й герцогини де Альба, и Луиса Мартинеса де Ирухо и Артаскоса (1919—1972)

1. Супруга с 1988 года Матильда де Солис-Бомон и Мартинес-Кампос (род. 1963), развод в 2004 году.